# Росселлини, Изабелла
Изабе́лла Фьоре́лла Эле́ттра Джова́нна Росселли́ни (итал. Isabella Fiorella Elettra Giovanna Rossellini; род. 18 июня 1952, Рим) — итальянская актриса кино и телевидения, фотомодель.

## Биография
Родилась 18 июня 1952 года в семье известной шведской актрисы Ингрид Бергман и итальянского кинорежиссёра Роберто Росселлини. У неё есть сестра-близнец Изотта-Ингрид.
Одна из самых известных её ролей — в фильме Дэвида Линча «Синий бархат» (1986).
В 1979—1983 годах была замужем за режиссёром Мартином Скорсезе. После развода с ним вышла замуж за Джона Видеманна, в браке с которым родила дочь Элеттру. Позже встречалась с Дэвидом Линчем, Гэри Олдменом и Грегори Мошером.
Росселлини часто появлялась на обложках журналов Vogue, Marie Claire, Harper’s Bazaar, Vanity Fair. С 1982 года становится рекламным лицом косметической компании Lancome. Её дочь Элеттра Видеманн-Росселлини также представляет продукцию этой компании. Приёмный сын Роберто работает моделью.
Изабелла Росселлини является автором трёх книг. В 1997 году были опубликованы её мемуары «Some of Me». В 2002 году вышла вторая книга актрисы «Looking at Me», посвящённая фотографиям и фотографам. В 2006 году она опубликовала роман о своём отце «Remembering Roberto Rossellini».

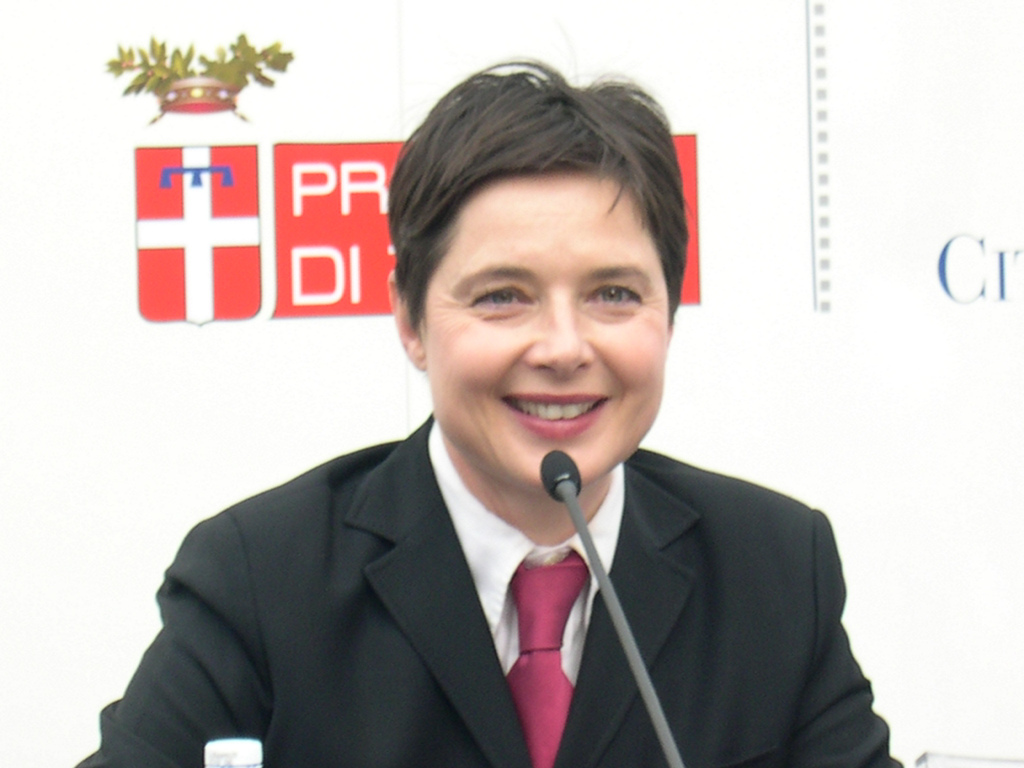
На кинофестивале в Торонто (2005)

Помимо прочего, Изабелла является активисткой движения по защите дикой природы. Она является автором мини-сериалов «Seduce me» и «Green porno», посвящённых особенностям размножения некоторых видов животных. Она также участвует в подготовке собак-поводырей.

## Фильмография
Актёрские работы:
- 1979 — Луг / Il prato — Эуджения
- 1985 — Белые ночи / White Nights — Дарья Гринвуд
- 1986 — Синий бархат / Blue Velvet — Дороти Валленс
- 1987 — Крутые ребята не танцуют / Tough Guys Don’t Dance — Мэделин Рэдженси
- 1987 — Сиеста / Siesta — Мария
- 1987 — Очи чёрные / Oci ciornie — эпизод
- 1989 — Родственники / Cousins — Мария Харди
- 1990 — Дикие сердцем / Wild At Heart — Пердита Дуранго
- 1991 — Осада Венеции / Caccia alla vedova — Розанна
- 1992 — Смерть ей к лицу / Death Becomes Her — Лизл фон Румэн
- 1993 — Невинный / The Innocent — Мария
- 1993 — Бесстрашный / Fearless — Лора Клейн
- 1994 — Уайат Эрп / Wyatt Earp — Кейт «Большой нос»
- 1994 — Бессмертная возлюбленная / Immortal Beloved — Анна-Мари Эрдёди
- 1996 — Большая ночь / Big Night — Габриэлла
- 1996 — Похороны / The Funeral — Клара Темпио
- 1996 — Друзья /  Friends — камео
- 1997 — Одиссея / The Odyssey — Афина
- 1998 — Оставленный багаж / Left Luggage — миссис Кальман
- 1998 — Самозванцы / The Impostors — королева в вуали
- 1998 — Великий Мерлин / Merlin — Нимуэй
- 2000 — Последний рыцарь / Don Quixote — герцогиня
- 2002 — Империя / Empire — Колумбийка
- 2002 — Наполеон / Napoléon — Жозефина
- 2002 — Любимец женщин / Roger Dodger — Джойс
- 2003 — Самая грустная музыка в мире / The Saddest Music in the World — Lady Helen Port-Huntley
- 2004 — Волшебник Земноморья / Legend of Earthsea — верховная жрица Тар
- 2005 — Праздник козла / Fiesta del chivo — Урания
- 2006 — Дурная слава / Infamous — Марелла Агнелли
- 2008 — Случайный муж / The Accidental Husband — Грета Боленбеккер
- 2008 — Инфекция / Infected — Карла Плюм
- 2008 — Любовники / Two Lovers — Рут Крэдитор
- 2010 — Одиночество простых чисел / La solitudine dei numeri primi — Адель
- 2012 — Ноно – мальчик-детектив / Nono, het Zigzag Kind — Лола Чиперола
- 2013 — Враг / Enemy — мать Адама
- 2013 — Чёрный список / The Blacklist — Флориана Кампо
- 2015 — Джой / Joy — Труди
- 2016 — Ясновидец / Shut Eye — Рита
- 2018 — Вита и Вирджиния / Vita & Virginia — Леди Сэквилл
- 2021 — Домина / Domina — Бальбина
- 2022 — Джулия / Julia — Симона Бек
- 2023 — Кошки-мышки / Cat Person — Энид Забала
- 2023 — Химера / La chimera — Энид Забала
- 2023 — Проблемный / Problemista — рассказчик
- 2024 — Космонавт / Spaceman — Тума
- 2024 — Конклав / Conclave — сестра Агнес

Сценарист и постановщик: «Зелёное порно».

## Награды
- Кавалер ордена «За заслуги перед Итальянской Республикой» (2018)[2]